# 溝江明香
溝江 明香（みぞえ さやか、1990年7月16日 - ）は、日本の元ビーチバレー選手。元ビーチバレー日本代表。日本最年少優勝記録保持者。3代目ビーチバレーボール選手会会長。

## 来歴
東京都町田市出身。小学校4年生よりバレーボールを始める。東京都立駒場高等学校でも女子バレーボール部に所属した。3年生の夏前まで活動後、同級生とビーチバレーに転向。神奈川の平塚ビーチに通い、プロから指導を受ける。その夏（2008年8月）に開かれたビーチバレージャパン女子ジュニア選手権大会で優勝。
2009年4月、産業能率大学に入学、同大ビーチバレー部に所属。ビーチバレーに転向した菅山かおるとペアを組み、ジャパンツアーに参戦したが、同年6月に菅山とのペアを解消。
2010年シーズンから田中姿子とペア結成。その年の5月JBVツアー最年少優勝（19歳）。2011から2014年にかけて、全日本選手権4連覇。
2013年から西堀健実とペア結成。2014年、日本勢としては14年ぶりにワールドツアーで銀メダル獲得。
2015年、西堀健実とともに新設されたトヨタ自動車ビーチバレーボール部所属となる。
2022年世界選手権17位(日本勢19年ぶり)
世界ランキング10位をマークした。
2023年　抗州アジア競技大会　銀メダル。
2023年世界選手権17位。
日本で群を抜いてトップの中、2024年3月末をもって突然の現役引退。

## 人物
2025年春に第一子出産を報告した。
2022年に同じくビーチバレー選手のマルキナシムとの結婚を公表した。
19歳の時に日本代表に選出され、大学生のうちから海外転戦を経験。
選手会会長、ビーチバレー連盟の理事、日本バレーボール協会のアスリート委員を歴任するなど信頼も厚かった。
料理が得意で、スポーツフードマイスター資格保有。
日本プロテイン協会のプロテインマイスター資格の取得も公表した。
都立駒場高校時代は「ジュリ」の愛称で呼ばれ、コチキャラの企画でバレーボールの日本代表だった佐田樹理の指導を受けた。優しい性格からあまりにも正直すぎるスパイクが目立ち、それが原因で練習試合でもスパイクを決めることができずにいて、それを試合中や試合後の練習で佐田から指摘されても中々改善できなかったことからついに厳しい言葉で激怒され「コチキャラは駒場（を担当するコーチ）じゃなくてもよかった」とまで言われてしまった。だが、涙を流してまで全力で溝江含めて部員に熱心に指導した姿勢やそれを汲み取った監督の言葉もあって今までの姿勢を考え直していき、最終的に春高に出場することはできなかったものの、春高予選で敗れた試合後に試合に対する姿勢が変わった姿勢を認められた。それと同時に前述のコチキャラの担当が駒場じゃなかった旨の発言をしたことは佐田本人も指導上不適切だったと謝罪し、「コチキャラで駒場を担当してよかった」と悔いはなく満足していた。その後、部員全体で佐田に感謝の思いを込めて手紙とアルバムを送った。

## 球歴
- JBVツアー最年少優勝（19歳）
- 年間グランドチャンピオン（2010年・2011年）
- 新人賞（2010年）
- MVP（2011年）
- 全日本選手権（4連覇、2011-2014年）
- 2014年ワールドツアー準優勝
- 世界選手権出場
- 2022年アジア競技大会準優勝